# Митрополит крушевско-демирхисарски Јован
Јован (мкд. Јован Вранишкоски; световно: Зоран Вранишкоски, у разним изворима наведен и као Вранишковски; Битољ, 28. фебруар 1966) је назначени митрополит крушевско-демирхисарски (од пролећа 2023. године) Македонске православне цркве (МПЦ). Претходно је био архиепископ охридски и митрополит скопски (2005-2023) и поглавар аутономне Православне охридске архиепископије (ПОА) под омофором Српске православне цркве (СПЦ). Пре тога је био митрополит велешко-повардарски и егзарх СПЦ на подрчју БЈРМ (2002-2005), а претходно је под окриљем МПЦ био митрополит велешко-повардарски (2000-2002) и титуларни епископ дремвички (1998-2000).
Архиепископ Јован је током ранијих година био жртва прогона у данашњој Северној Македонији. Након што се 2002. године изјаснио за канонско јединство са Српском православном црквом, више пута му је суђено пред судовима у поменутој држави. Укупно је осуђен на затворску казну од пет пута, од чега је у затвору провео 5 година и шест месеци.

## Биографија

### Образовање
Рођен је у Битољу 28. фебруара 1966. године од оца Аргира и мајке Галене, и на крштењу је добио име Зоран. Основну школу и гимназију математичког смера је завршио у родном граду. Након одслужења војног рока у Сарајеву, уписао се на Грађевински факултет у Скопљу и дипломирао 1990. године. Исте године је уписао студије на Богословском факултету у Београду, где је дипломирао 1995. године. Крајем године одлази у Солун и тамо уписује постдипломске студије, паралелно учећи грчки језик.
Дана 31. октобра 2011. архиепископ Јован је одбранио докторску дисертацију на Теолошком факултету Универзитета у Солуну на тему: „Јединство Цркве и савремени црквени проблеми: упоредно излагање теологије Светог Максима Исповедника”.
Године 2016. изабран је за почасног доктора Народног и Каподистријског универзитета у Атини.

### Митрополит велешко-повардарски (МПЦ)
Замонашио се 1998. године и узео име Јован, по Светом Јовану Златоустом. Исте године је рукоположен у јерођакона и јеромонаха, а потом и за архијереја (19. јула), са насловом епископа дремвитског. У том својству, постављен је за помоћног епископа у Преспанско-пелагонијској епархији, а 2000. године је премештен за намесника Брегалничке епархије, одакле је крајем исте године премештен у Велешко-повардарску епархију као пуноправно изабрани епархијски архијереј са насловом митрополита.

### Повратак у канонско јединство са СПЦ
Активно је учествовао у обновљеним преговорима између МПЦ и СПЦ, који су вођени током 2000. и 2001. године, након чега је дошло до склапања Нишког споразума, који је потписан 17. маја 2002. године.
Као митрополит велешки и повардарски, одговорио је позитивно на апел патријарха српског Павла од 20. јуна 2002. године, који је био упућен свештенству и народу у БЈРМ ради успостављања канонског јединства са Српском патријаршијом. Тиме је започео процес стварања канонске Охридске архиепископије, као аутономне цркве под омофором СПЦ. Као канонски митрополит велешки и повардарски, постављен је 23. септембра 2002. године за патријарашког егзарха над свим епархијама на подручју БЈРМ.
Након формирања Светог архијерејског синода Православне охридске архиепископије, дана 25. децембра 2003, изабран је за председника тог тела и предстојатеља ПОА.

### Архиепископ охридски и митрополит скопски
Током редовног заседања Светог архијерејског сабора СПЦ, које је било одржано од 15. до 26. маја 2005. године, усвојен је саборски Томос о црквеној аутономији Православне охридске архиепископије, који је издат 24. маја, од стране сабора, са потписом српског патријарха Павла. Тим томосом, који је био усаглашен и усвојен на самом саборском заседању, Православна охридска архиепископија добила је пуну црквену аутономију, под омофором Српске православне цркве.
Поменутим саборским томосом је било прописано да ће се на челу аутономне цркве налазити Свети архијерејски синод ПОА, под председништвом архиепископа охридског и митрополита скопског Јована, коме је истога дана (24. маја) била издата и одговарајућа патријархова потврда о избору на поменуту дужност.
У интервју датом 2020. архиепископ Јован је истакао да се спорна Македонска православна црква лоше стара о црквама и манастирима које су основали српски владари као и да су многе пропали. Понашање МПЦ је окарактерисао као неодговорно.

### Рад на отклањању раскола
Упркос разним потешкоћама, архиепископ Јован се доследно залагало за превазилажење раскола, што је дошло до посебног изражаја током пролећа 2022. године, када су интензивирани преговори између СПЦ и МПЦ у циљу проналажења обострано прихватљивих решења. Пошто је МПЦ учинила неопходне кораке, Свети архијерејски сабор СПЦ је 16. маја донео одлуку о обнови литургијског заједништва. Архиепископ Јован је 19. маја у Београду учествовао у првом заједничком богослужењу архијереја СПЦ и МПЦ, а том приликом је одржао и пригодну беседу.
Свети архијерејски сабор СПЦ је 20. маја донео начелну одлуку о давању сагласности за додељивање аутокефалног статуса МПЦ, али та одлука због своје начелне и условне природе није била поменута у званичном саборском саопштењу, које је објављено 23. маја. Потом је уследио боравак српског патријарха Порфирија у Скопљу, где је 24. маја дошло до јавног саопштавања одлуке о прихватању аутокефалности МПЦ од стране СПЦ, а том догађају је присуствовао и архиепископ Јован.
Стицајем околности, архиепископ Јован није присуствовао објављивању патријарховог томоса о аутокефалности МПЦ, који је уручен 5. јуна у Београду, а након тог чина јерархија ПОА се није званично оглашавала поводом кључних питања која проистичу из односа између поменутог патријарховог томоса и старијег саборског томоса из 2005. године.

### Повратак под окриље МПЦ
У пролеће 2023. године, Синод МПЦ је предложио да архиепископ Јован у склопу предстојеће интеграције ПОА са МПЦ добије на управу будућу Епархију крушевско-демирхисарску, чије је оснивање тада најављено. Даљи кораци ка решавању тог комплексног питања остварени су 20. јуна, када је Синод МПЦ одлучио да јерарсима ПОА буду "опредељене" нове, у овом тренутку још увек непостојеће епархије у оквиру јерархијске структуре МПЦ. Тиме је покренут и поступак за оснивање тих епархија, што према слову Устава МПЦ подразумева и одговарајућу одлуку Црквено-народног сабора МПЦ, који ће бити сазван у будућности. До окончања тог процеса требало би да буду решена и преостала питања која се односе на процес интеграције, укључујући и званично организовање поменуте епархије, након чега ће бити окончан и процес Јовановог преласка на службу митрополита крушевско-демирхисарског.
У очекивању филанизације поменутих одлука, Јован је наставио да носи титулу охридског архиепископа и скопског митрополита, све до објављивања званичног саопштења Синода ПОА од 28. јуна 2023. године о интеграцији јерархије ПОА у МПЦ, након чега је у званичну употребу уведена и њехова нова титула: митрополит крушевско-демирхисарски, иако се крушевско-демирхисарска област и даље води као намесништво у саставу Преспанско-пелагонијске епархије МПЦ.

## Прогони и суђења
Пошто се изјаснио за канонско јединство са Српском православном црквом, протеран је из седишта митрополије.
Архиепископ Јован VI је први пут осуђен 2004. године условно на годину дана затвора, због уласка у храм ради крштења једне девојчице, који је од државе означен као објекат канонски непризнате Македонске православне цркве. Наредне године га је Апелациони суд у Битољу осудио на 18 месеци затвора због „подстицање националне и верске мржње, раздора и нетрпељивости.” Врховни суд је две од три тачке оптужнице прогласио неуставним и умањио казну на 8 месеци затвора. Одслужио је казну у затвору Идризово код Скопља.
Апелациони суд у Скопљу га је 11. маја 2012. године у поновљеном поступку и без могућности да изнесе одбрану, осудио на 30 месеци затвора због кривичног дела утаје пореза у периоду када је био владика Македонске православне цркве, иако га је за исто дело у два наврата ослободио суд у Велесу. Будући од државе Македоније непризната, Православна охридска архиепископија (уједно и једина канонска и од осталих православних цркава призната на територији Македоније) је била принуђена да се финансира искључиво добровољним прилозима, што је македонски суд протумачио као утају пореза.
За време издржавања казне у затвору Идризово код Скопља, покренут је још један судски поступак против њега, заједно са још 18 осумњичених из Православне охридске архиепископије (два епископа, игуманије, лаици). У јулу 2013. године, суд га је осудио на три године и шест месеци затвора, док су остали ослобођени оптужби. Пуштен је на условну слободу 2. фебруара 2015. године, након молбе патријарха московског и све Русије Кирила.
Између 2005. и 2013. године је осуђен на затворску казну укупно пет пута. У затвору је провео пет година и шест месеци.

### Реакције
Амнести интернашонал је прогласио архиепископа Јована „затвореником савести”.
Америчка мисија при ОЕБС-у је изразила забринутост због притварања и суђења архиепископу Јовану.
Фридом хаус је оптужбе против архиепископа Јована окарактерисао као слабе и Македонију означио као државу са силазним трендом у правосуђу.

### Реакције православних цркава
Васељенски патријарх Вартоломеј I је писмом затражио од премијера Македоније да архиепископ Јован буде пуштен на слободу. Исто је учинио и патријарх московски и све Русије Алексеј II.
Свети архијерејски синод Православне цркве Грчке је протестовао и захтевао ослобођење архиепископа Јована. Игумани свих двадесет манастира са самоуправом на Светој Гори су потписали захтев да архиепископ Јован буде пуштен на слободу.
Подршка архиепископу Јовану је стигла и од митрополита Германа из Православне цркве у Америци.

## Дела

### Књиге
- Brief History of the Ohrid Archbishopric (Ohrid, 2007)
- The Freedom in the Prison (Skopje, 2007)

### Студије и чланци
- Ecclesiological Heresis of the Schismatical Organization in R. Macedonia
- Contribution of the Church in the Prisons
- Theological and Historical Aspects of the Church Schism in R. Macedonia and its Overcoming
- The Educational Character of Orthodox Christianity
- Theology and Ecology
- The Theology of St. Theophylact of Ohrid in His Commentaries on the Gospel of Matthew
- The Holy Relics — A Seal of a Sanctified Life
- Baptism and Chrismation
- The One and Many Through an Ecclesiological Aspect
- The Crisis is to Unite the Christians
- A Witness
- A Verdict for the Communism
- The Church is One
- Autonomy or Autocephaly